# Казалвекио ди Пуля
Казалвѐкио ди Пу̀ля (на италиански: Casalvecchio di Puglia, на арбърешки: Kazallveqi, Казалвечи) е село и община в Южна Италия, провинция Фоджа, регион Пулия. Разположено е на 465 m надморска височина. Населението на общината е 1978 души (към 2010 г.).
В това село живее албанско общество, наречено арбъреши. Те са се заселили в този район между XV и XVIII век като бежанци от османското владичество. Село Казалвекио ди Пуля е част от етнографическия район Арберия.